# Чжувэй (станция метро)
«Чжувэй» (англ. Zhuwei; кит. 竹圍) — станция линии Даньшуй Тайбэйского метрополитена. Станция открыта 28 марта 1997 года в составе первого участка линии Даньшуй. Расположена между станциями «Хуншулинь» и «Гуаньду». Находится в районе Даньшуй города Новый Тайбэй.

## Техническая характеристика
Станция «Чжувэй» — наземная с боковыми платформами. Для перехода на противоположную платформу оборудован мостик над путями. На станции есть два выхода. 12 марта 2018 года на станции были установлены автоматические платформенные ворота.